# Сухопутні війська Алжиру
Сухопутні війська Алжиру (араб. القوات البرية الجزائرية) — сухопутні сили національної народної армії Алжиру.
До складу сил входять дві бронетанкові та дві механізовані дивізії, одна з яких – 8-ма бронетанкова дивізія, що базується в Рас-ель-Ма, за 90 кілометрів від Сіді-Бель-Аббес, у 2-й військовій зоні. Дивізія була сформована з 8-ї бронетанкової бригади після 1988 року (8-ма бронетанкова бригада, схоже, була створена у 1976 році). Іншу бронетанкову дивізію було названо 1-ю у виданні IISS 2017 року. Ще одна – це 40-а механізована піхотна дивізія, ймовірно, базується у 3-й військовій зоні. Місія 40-ї дивізії зазвичай полягає в охороні алжирсько-марокканського кордону. IISS Military Balance 2013 назвав іншу механізовану дивізію як 12-у. Можливо, існує окрема незалежна бронетанкова бригада – 41-а бронетанкова бригада в районі Ін-Аменаса, а IISS у 2020 році повідомив, що 38-ма моторизована бригада розташована в Тіндуфі.
Служба проходить 18 місяців, з яких 6 місяців підготовки та 12 служба у регулярній армії, з регулярним залученням військовослужбовців для участі у цивільних проектах.

## Історія створення
Після завершення війни за незалежність у червні 1962 року першочерговим завданням стало створення логістичної організації для забезпечення потреб армії — структури для харчування, одягу, медичного обслуговування та навчання. Дирекції з постачання, обладнання, інженерії та охорони здоров'я, транспорту та забезпечення стали першими, що виникли. Ці дирекції, які швидко приєдналися до відділів штабу Військово-повітряних сил, Військово-морських сил та освіти при Міністерстві, утворили основу національної народної армії Алжиру. Основи загальної структури армії були зміцнені завдяки створенню основних управлінь, налагодженню ефективної організації, відкриттю шкіл і центрів навчання та відправленню за кордон курсантів для навчання у різних родах військ та службах.
Зусилля з розвитку та модернізації ННА тривали протягом 1970-х і 80-х років на організаційному рівні з формуванням батальйонів і бригад. У 1980-х армія зазнала значного зростання. Таким чином, у 1986 році почалася реорганізація, заснована головним чином на впровадженні великих підрозділів, які поєднували вогневу міць і поступове пересування, тобто бойових дивізій, оснащених сучасними системами озброєння та іншими необхідними для їх експлуатації та обслуговування засобами. Ця модернізація охоплювала не лише технічне забезпечення, а й усі сфери організації та бойової підготовки. Таким чином, було створено Генеральну інспекцію ННА.
Алжирська армія надала молодим людям з незаможних верств населення можливість просуватися в суспільстві. Ця можливість відігравала значну роль на південному сході Алжиру, в горах Орес і Немеша, де проживали бербери-шавії.

## Озброєння й військова техніка
Список обладнання, яке наразі використовується Сухопутними військами Алжиру. Він також містить обладнання, яке використовується силами територіальної протиповітряної оборони, окремою гілкою служби Народної національної армії Алжиру, яка відповідає за захист повітряного простору країни. Більшість обладнання сухопутних військ Алжиру постачається Росією та Китаєм.
Джерело: The Military Balance

### Бронетехніка
| Зображення               | Тип                   | Виробництво                     | Призначення                                   | Кількість            | Нотатки                                              |
| Бойові машини піхоти     | Бойові машини піхоти  | Бойові машини піхоти            | Бойові машини піхоти                          | Бойові машини піхоти | Бойові машини піхоти                                 |
| ------------------------ | --------------------- | ------------------------------- | --------------------------------------------- | -------------------- | ---------------------------------------------------- |
|                          | БМП-2                 | СРСР                            | Бойова машина піхоти                          | 220                  |                                                      |
|                          | БМП-2М «Бережок»      | СРСР                            | Бойова машина піхоти                          | 760                  |                                                      |
| Танки й БМПТ             |                       |                                 |                                               |                      |                                                      |
|                          | Т-90СА                | Росія                           | Oсновний бойовий танк                         | 600+                 |                                                      |
|                          | Т-72 М1/М2            | СРСР                            | Oсновний бойовий танк                         | 325                  |                                                      |
|                          | Т-62                  | СРСР                            | Середній танк                                 | 290                  |                                                      |
|                          | Т-55АМВ               | СРСР                            | Середній танк                                 | 270                  |                                                      |
|                          | Термінатор            | Росія                           | Бойова машина підтримки танків                | 13+                  |                                                      |
|                          | БМПТ-62               | Алжир                           | Бойова машина підтримки танків                | 13+                  | Модифіковане шасі Т-62 з баштою від БМП-2М «Бережок» |
| Бронетранспортери та ББМ |                       |                                 |                                               |                      |                                                      |
|                          | БРДМ-2                | СРСР                            | БРМ                                           | 26                   |                                                      |
|                          | БТР-60                | СРСР                            | Бронетранспортер                              | 250                  |                                                      |
|                          | БТР-80                | СРСР                            | Бронетранспортер                              | 150                  |                                                      |
|                          | OT-64 SKOT            | Чехія                           | Бронетранспортер                              | 150                  |                                                      |
|                          | Panhard M3            | Франція                         | Бронетранспортер                              | 55                   |                                                      |
|                          | Фахд                  | Єгипет                          | Бронетранспортер                              | 100                  |                                                      |
|                          | Мародер               | Південно-Африканська Республіка | Бронетранспортер                              | 2                    |                                                      |
|                          | TPz 1 Fuchs           | Німеччина                       | Бронетранспортер                              | 600                  |                                                      |
|                          | Nimr                  | ОАЕ, Алжир                      | Бронеавтомобіль                               | 3000                 |                                                      |
|                          | International MaxxPro | США                             | MRAP                                          | невідомо             |                                                      |
|                          | HMMWV                 | США                             | Легкий тактичний позашляховий бронеавтомобіль | 100                  | Використовується силами ССО Алжиру                   |
|                          | Panhard AML-60        | Франція                         | БРМ                                           | 44                   | З 2018 року встановлені ПТРК «Корнет»                |
|                          | Корнет-ЕМ             | Росія                           | ББМ-винищувач танків                          | 28                   | Планується додаткова закупівля для заміни БРДМ-2     |

### Артилерія
| Зображення          | Тип                 | Виробництво | Призначення                                     | Кількість                 | Нотатки                                                                               |
| САУ                 | САУ                 | САУ         | САУ                                             | САУ                       | САУ                                                                                   |
| ------------------- | ------------------- | ----------- | ----------------------------------------------- | ------------------------- | ------------------------------------------------------------------------------------- |
|                     | 2С1 «Гвоздика»      | СРСР        | 122-мм самохідна артилерійська установка        | 140                       |                                                                                       |
|                     | 2С3 «Акація»        | СРСР        | 152-мм самохідна артилерійська установка        | 30                        |                                                                                       |
|                     | PLZ-45              | КНР         | 155-мм самохідна артилерійська установка        | ~54                       |                                                                                       |
| Буксировані гармати |                     |             |                                                 |                           |                                                                                       |
|                     | Д-44                | СРСР        | 85-мм дивізійна протитанкова гармата            | 80                        |                                                                                       |
|                     | МТ-12 «Рапіра»      | СРСР        | 100-мм протитанкова гармата                     | 10                        |                                                                                       |
|                     | Д-30                | СРСР        | 122-мм причіпна гаубиця                         | 160                       |                                                                                       |
|                     | М-30                | СРСР        | 122-мм причіпна гаубиця                         | 60                        |                                                                                       |
|                     | А-19                | СРСР        | 122-мм важка далекобійна гармата                | 100                       |                                                                                       |
|                     | Д-74                | СРСР        | 122-мм польова гармата                          | 25                        |                                                                                       |
|                     | М-46                | СРСР        | 130-мм гармата корпусної артилерії              | 10                        |                                                                                       |
|                     | МЛ-20               | СРСР        | 152-мм гармата-гаубиця                          | 20                        |                                                                                       |
|                     | WA-021              | КНР         | 155-мм гаубиця                                  | 18                        |                                                                                       |
| Міномети            |                     |             |                                                 |                           |                                                                                       |
|                     | БМ-37               | СРСР        | 82-мм міномет                                   | 150                       |                                                                                       |
|                     | W86                 | КНР         | 120-мм міномет                                  | невідомо                  |                                                                                       |
|                     | SM-4                | КНР         | 120-мм самохідний міномет                       | невідомо                  | 120-мм самохідний міномет СМ-4 на базі бронетранспортера WMZ-551 6×6                  |
|                     | ПМ-43               | СРСР        | 120-мм міномет                                  | 120                       |                                                                                       |
|                     | МТ-13               | СРСР        | 160-мм міномет                                  | 60                        |                                                                                       |
| ОТРК                |                     |             |                                                 |                           |                                                                                       |
|                     | «Іскандер-Е»        | Росія       | Балістична ракета малої дальності               | 12 пускових               | 75 ракет 9М723                                                                        |
| РСЗВ                |                     |             |                                                 |                           |                                                                                       |
|                     | ТОС-1А              | Росія       | 220-мм важка вогнеметна система залпового вогню | близько 18                |                                                                                       |
|                     | БМ-21 «Град»        | СРСР        | 122-мм РСЗВ                                     | 48                        |                                                                                       |
|                     | SR-5                | КНР         | 122/220-мм РСЗВ                                 | близько 18                |                                                                                       |
|                     | БМ-14               | СРСР        | 140-мм РСЗВ                                     | 48                        |                                                                                       |
|                     | БМ-24               | СРСР        | 240-мм РСЗВ                                     | 30                        |                                                                                       |
|                     | БМ-30 «Смерч»       | СРСР        | 300-мм РСЗВ                                     | 18                        |                                                                                       |
| ЗУ та ЗРК           |                     |             |                                                 |                           |                                                                                       |
|                     | ЗПУ-4               | СРСР        | 14,5-мм зенітна установка                       | 100                       | 60 ЗПУ-2; 40 ЗПУ-4                                                                    |
|                     | ЗУ-23-2             | СРСР        | 23-мм зенітна установка                         | 100                       |                                                                                       |
|                     | ЗСУ-23-4            | СРСР        | ЗСУ                                             | ~225                      | Близько 210 модернізовано до версії «Шилка-М» з ракетами «Ігла»                       |
|                     | Стріла-1            | СРСР        | ЗРК малого радіусу дії                          | ~20                       | 600 ракет 9M31 (дальність 4 км)                                                       |
|                     | Оса                 | СРСР        | ЗРК малого радіусу дії                          | 68+                       | до 780 ракет 9M33 (дальність 15 км)                                                   |
|                     | С-125               | СРСР        | ЗРК малого радіусу дії                          | 36 пускових, 9 дивізіонів | 12 C-125M; 24 C-125M1. До 175 ракет В-601                                             |
|                     | Куб                 | СРСР        | ЗРК малого радіусу дії                          | 40 пускових, 10 батарей   | до 600 ракет 3M9 (дальність 25 км)                                                    |
|                     | Тор-М2              | Росія       | ЗРК малого радіусу дії                          | 4+                        | до 100 ракет 9M338 (дальність 15 км)                                                  |
|                     | Панцирь-С1/СМ       | Росія       | ЗРК малого радіусу дії                          | 38                        | 38 Панцирь-С1 та невідома кількість Панцирь-СМ. До 900 ракет 57Е6-Е (дальність 20 км) |
|                     | Бук-М2              | Росія       | ЗРК середнього радіусу дії                      | 3+ пускових               | до 100 ракет 9M317 (дальність 40-45 км)                                               |
|                     | С-300ПМУ2 «Фаворит» | Росія       | ЗРК великого радіусу дії                        | 32 пускові, 4 дивізіона   | до 300 ракет 48Н6Е (дальність 200 км)                                                 |